# Complesso di San Francesco delle Cappuccinelle

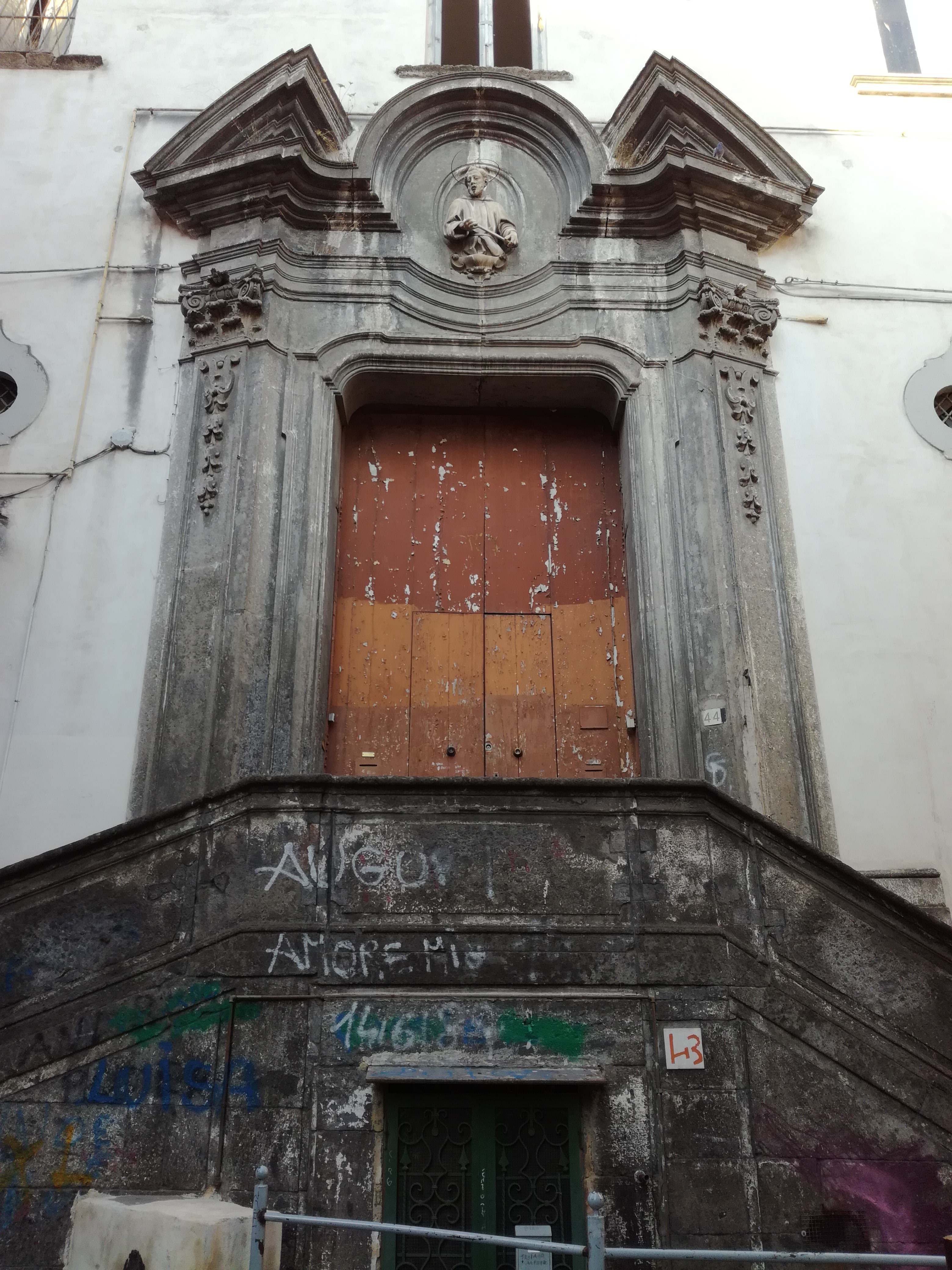
Ingresso al monastero

Il complesso di San Francesco delle Cappuccinelle, al quartiere Avvocata, è un convento monumentale di Napoli ubicata in salita Pontecorvo 44.

## La chiesa
La struttura fu eretta nel XVI secolo dalla vedova del Duca di Scarpato, Eleonora, in seguito ad un ex voto, allo scopo di potervi ospitare le ragazze madri. L'edificio era gestito dalla suore appartenenti all'ordine francescano.
Il complesso, nel 1712, fu completamente rifatto in forma barocca da Giovan Battista Nauclerio e tra il 1756 e il 1760 furono operate ristrutturazioni ad opera dell'architetto Nicola Tagliacozzi Canale che comportarono trasformazioni in stucco e in marmo di molti ambienti, della facciata della chiesa e del portale d'ingresso al convento.
La chiesa, a croce latina commissa, nel secondo dopoguerra fu privata della cupola, abbattuta perché pericolante. Tuttavia elemento caratterizzante il complesso, e con esso lo skyline dell'Avvocata, restano gli archetti che coronano il braccio sud-occidentale del chiostro.
La chiesa possedeva una grande tela realizzata a quattro mani da Francesco Solimena e Nicola Maria Rossi sull'altare maggiore, oggi esposta al Museo Diocesano. Anche i dipinti sugli altari laterali di Tommaso Martini, Andrea d'Aste e Girolamo Cenatiempo sono stati trasferiti nei depositi della Curia.

## Istituto Filangieri
Erroneamente confuso con l'asilo Filangieri (complesso di San Gregorio Armeno), nel 1621 l'istituto fu riconosciuto da papa Gregorio XV e soggetto alla regola cappuccina.
Nel 1809 per ordine di Gioacchino Murat si decise la soppressione del monastero e la sua conversione in riformatorio minorile prendendo il nome dal celebre giuslavorista partenopeo Gaetano Filangieri, modificato ulteriormente in “Istituto di osservazione minorile” durante il fascismo.
Nel dopoguerra fino alla fine degli anni settanta tornò ad essere un “Istituto di rieducazione” fino ad una prima ristrutturazione nel 1985, su richiesta di Eduardo De Filippo, all'epoca senatore a vita, alla quale ne seguì una seconda nel 1999 mutando la denominazione in “Centro polifunzionale diurno”.
Nel 2000 con la mediazione del Comune di Napoli, l'istituto Filangieri fu acquistato dall'Università navale per adibirla ad uso accademico ma i lavori di ammodernamento non furono mai avviati.
Il 29 settembre 2015 viene riaperto tramite l'azione della rete di collettivi Scacco Matto e ribattezzato "Scugnizzo Liberato", al fine di dare inizio ad attività gratuite e laboratori, basati sulla pratica del mutualismo.